# Avington
Avington is een plaats en civil parish in het bestuurlijke gebied Winchester, in het Engelse graafschap Hampshire.